# Amérique du Nord
Ne doit pas être confondu avec Amérique septentrionale.
Pour les articles homonymes, voir Amérique du Nord (homonymie).
L'Amérique du Nord est un sous-continent ou un continent à part entière de l'Amérique suivant le découpage adopté pour les continents.
Elle est entourée par l'océan Pacifique à l'ouest, l'océan Arctique au nord et l'océan Atlantique à l'est. L'isthme de Panama la relie à l'Amérique du Sud. Les Antilles, souvent rattachées à l'Amérique du Nord, ferment la mer des Caraïbes alors que le Yucatán, l'Ouest de Cuba et la Floride ferment le golfe du Mexique.

## Division géopolitique

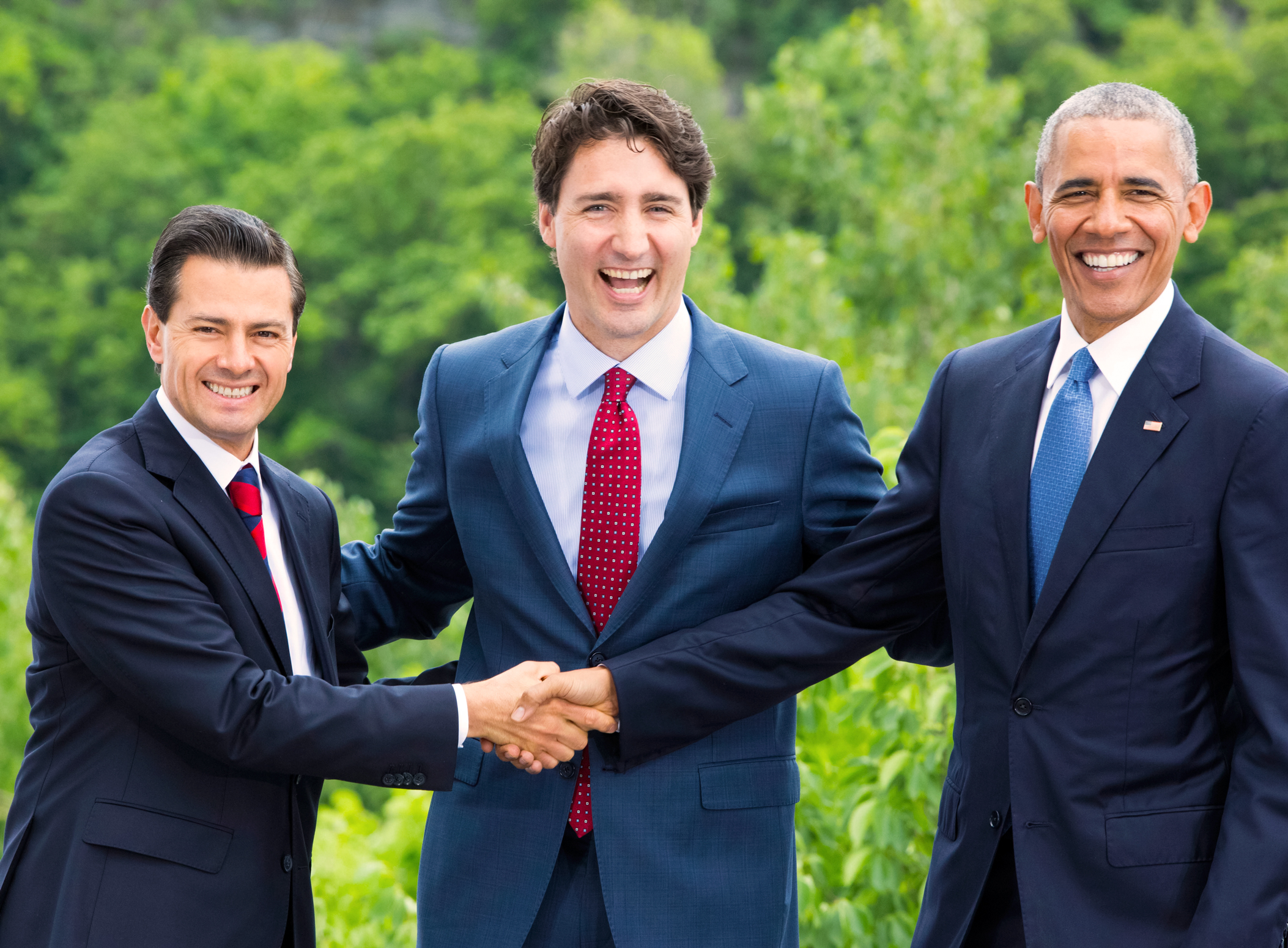
Le Sommet des dirigeants nord-américain, à Ottawa, en juin 2016. De gauche à droite : le président mexicain Enrique Peña Nieto, le Premier ministre canadien Justin Trudeau et le président des États-Unis Barack Obama.

Les limites de ce qui est nommé l'Amérique du Nord diffèrent de celles de la région Amérique septentrionale de l'Organisation des Nations unies (qui comprend uniquement le Groenland, le Canada, les États-Unis, les Bermudes et Saint-Pierre-et-Miquelon).
Le nord du continent américain regroupe donc les pays suivants :
- le Groenland, territoire d'outre-mer autonome du Danemark ;
- le Canada (membre de l'ACEUM), à qui appartiennent de grandes îles se trouvant au large de ses côtes :
  - l'île de Vancouver et les Haïda Gwaïi à l'ouest,
  - l'île-du-Prince-Édouard, Terre-Neuve et l'île du Cap-Breton à l'est,
  - l'archipel Arctique, avec notamment l'île d'Ellesmere, l'île de Baffin, et l'île Victoria, au nord ;
- l'archipel de Saint-Pierre-et-Miquelon, au large des côtes du Canada, territoire d'outre-mer de la France ;
- les États-Unis (membre de l'ACEUM), y compris les îles Aléoutiennes et l'Alaska ;
- les Bermudes, territoire d'outre-mer autonome du Royaume-Uni ;
- le Mexique (membre de l'ACEUM) qui, géographiquement, est situé en Amérique du Nord, bien que son extrémité est, au-delà de l'isthme de Tehuantepec, appartienne à l'Amérique centrale et que sa culture partage avec ses voisins d'Amérique latine l'histoire de la civilisation précolombienne[Interprétation personnelle ?].

De 1907 à 1934, Terre-Neuve fut également un dominion (état semi-souverain au sein de l'Empire britannique).
Au sud du Mexique, on retrouve un certain nombre de pays que l'on regroupe sous le nom d'Amérique centrale :
- le Guatemala ;
- le Belize ;
- le Honduras ;
- le Salvador ;
- le Nicaragua ;
- le Costa Rica ;
- le Panama.

On peut dans certains cas ajouter à ces pays les Antilles. Cet archipel est divisé en deux grands ensembles :
- Les Grandes Antilles (Cuba, la Jamaïque, république d’Haïti, République dominicaine, Porto-Rico) ;
- Les Petites Antilles (qui regroupent tout le chapelet d'îlots à l'est des Caraïbes). Leur rattachement est cependant discutable, notamment en ce qui concerne les îles Sous-le-Vent, du fait de leur proximité géographique avec l'Amérique du Sud.

## Population
| Pays                              | Population en 2020 | Superficie (km2) | Monnaie                | Densité     |
| --------------------------------- | ------------------ | ---------------- | ---------------------- | ----------- |
| Canada                            | 37 694 085         | 9 984 670        | Dollar canadien (CAD)  | 3,8/km2     |
| États-Unis                        | 328 239 523        | 9 630 091        | Dollar américain (USD) | 32,9/km2    |
| Mexique                           | 128 649 565        | 1 972 550        | Peso mexicain (MXN)    | 65,2/km2    |
| Sous-total                        | 494 583 173        | 21 587 311       |                        | 22,9/km2    |
| Territoires dépendants            | Population         | Superficie (km2) | Monnaie                | Densité     |
| Bermudes (Royaume-Uni)            | 71 750             | 54               | Livre sterling (GBP)   | 1 328,7/km2 |
| Groenland (Danemark)              | 57 616             | 2 166 086        | Couronne danoise (DKK) | 0,027/km2   |
| Saint-Pierre-et-Miquelon (France) | 5 347              | 242              | Euro (EUR)             | 22,1/km2    |
| Total                             | 494 717 886        | 23 753 692       |                        | 20,8/km2    |

Héritage des différentes vagues de colonisation qui ont marqué son histoire, l'Amérique du Nord présente deux groupes ethno-culturels bien différenciés :
- Le premier au nord, est l'ensemble anglophone et francophone, composé des États-Unis et du Canada. Les Amérindiens y sont toujours présents, mais dans une proportion infime (1,3 % de la population aux États-Unis en 2019[3] et 4,9 % de la population du Canada en 2016)[4]. La majorité de la population y est d'origine européenne (sans négliger les apports de l'immigration récente et les Afro-Américains). La langue la plus utilisée reste l'anglais, bien que subsiste une forte minorité francophone au Canada, dont la province de Québec constituée à 80 % de francophones. Le reste de la francophonie est concentré au Nouveau-Brunswick, à l'est de l'Ontario, dans l'État de New York, en Californie, en Louisiane et en Floride.
- Le second au sud, où la majorité de la population est métisse, résultante des mariages entre colons espagnols et Amérindiens. La part des Amérindiens y est beaucoup plus grande au Mexique, avec 6,7 % de la population. On peut, malgré tout, souligner la prédominance des langues européennes (surtout l'espagnol), du christianisme (protestant et catholique), le tout étant métissé avec les cultures amérindiennes et africaines, dans une certaine mesure.

## Langues
Sur le continent la langue principale est l'anglais (aux États-Unis et au Canada), suivi de l'espagnol (aux États-Unis et au Mexique) et du français (au Canada et minoritairement aux États-Unis). D'autres langues locales, issues des civilisations autochtones, subsistent, quoique faiblement.

## Économie

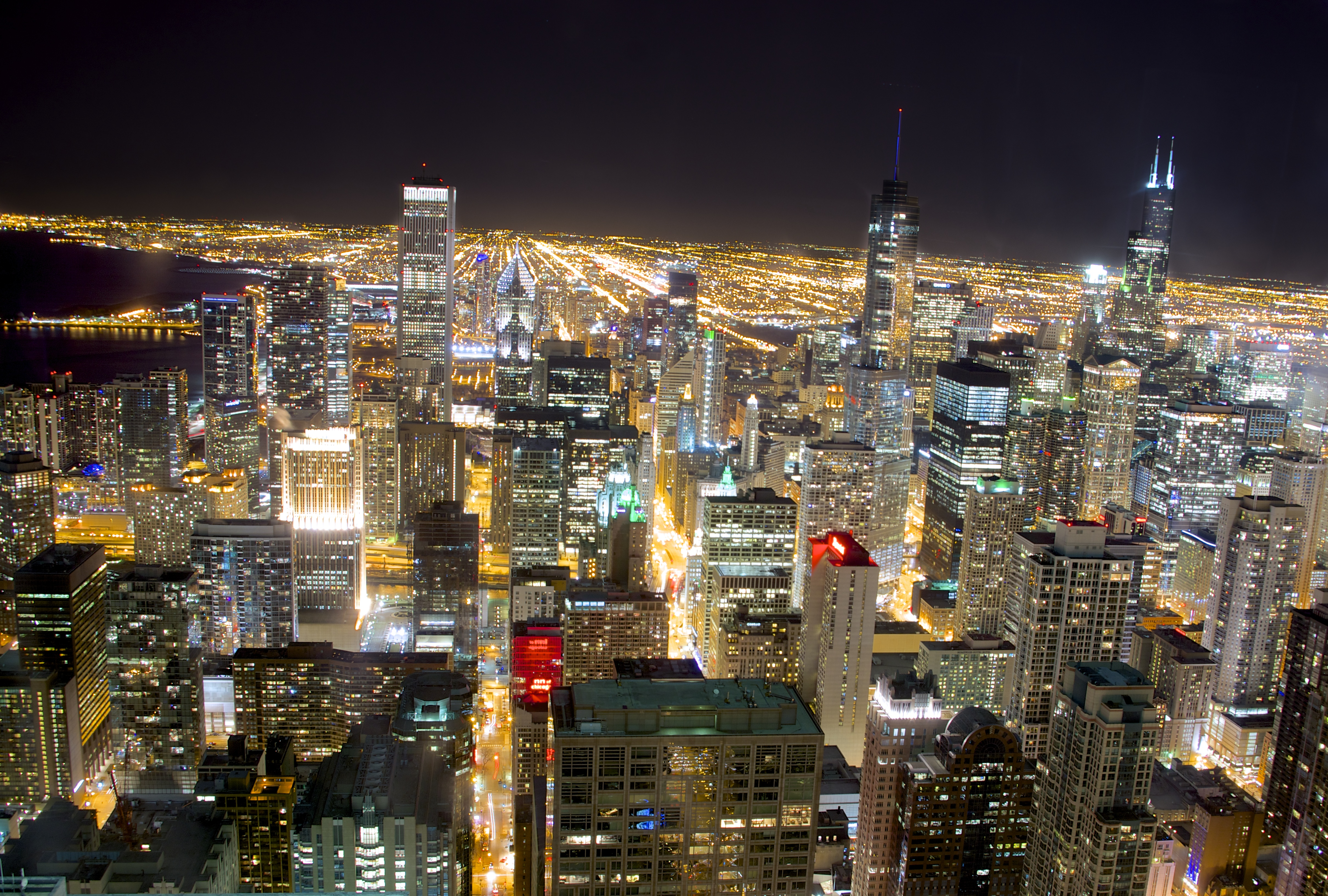
Panorama de Chicago (États-Unis).

L'Amérique du Nord est en ce qui concerne la richesse par habitant le deuxième continent du monde après l'Europe. Pour ce qui est de la richesse totale, l'Amérique du Nord se classe troisième après l'Asie et l'Europe.
Les États-Unis et le Canada font partie des pays les plus développés au monde.

## Histoire

### Hypothèse polynésienne
Il est probable que les Mélanésiens de Polynésie ont eu un contact ancien avec l'Amérique du Sud, hypothèse attestée entre autres par l'analyse génétique de la patate douce, originaire d'Amérique du Sud mais présente depuis longtemps en Océanie (voir Amérique du Sud et peuplement de l'Océanie pour plus de détails).
En 2005, des analyses linguistiques (sur des mots en chumash et en gabrielino) et archéologiques plaidèrent également en faveur d'un contact entre les populations polynésiennes de Hawaï et la Californie,,.

### Exploration européenne

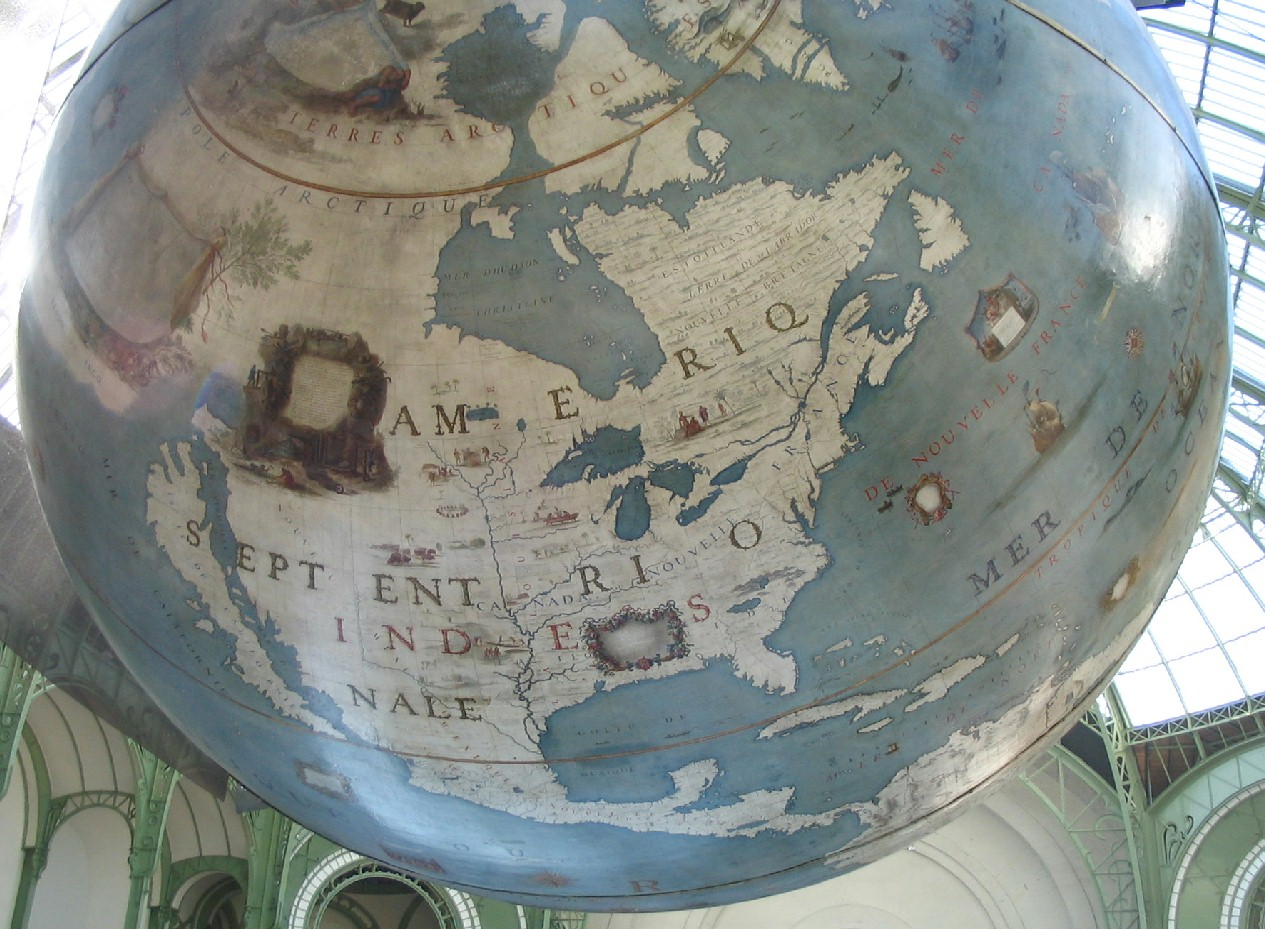
L'Amérique du Nord sur les Globes de Marly (1683).

Certaines thèses postulent des contacts épisodiques remontant jusqu'à l'Antiquité.
- Xe siècle, une expédition de Vikings menée par Erik le Rouge atteint le Groenland, île américaine (au sens géographique).
- 1021 : Il est établi que les Vikings sont alors présents à L'Anse aux Meadows dans l'île de Terre-Neuve en 1021, ainsi que le prouvent de nombreux artefacts trouvés à cet endroit et qu'il a été possible de dater précisément au carbone 14[9],[10].
- 1492 : L'explorateur génois Christophe Colomb au service de la couronne d'Espagne découvre les Antilles.
- 1497 : L'explorateur vénitien Giovanni Caboto (Jean Cabot) au service du roi d'Angleterre découvre Terre-Neuve.
- 1507 : Le cartographe allemand Martin Waldseemüller baptise le Nouveau Monde « Americi Terra » (« Amérique »), dérivé du prénom de l’explorateur Amerigo Vespucci.
- 1512 : L'Espagnol Juan Ponce de León part de Porto Rico pour explorer les côtes de Floride du cap Canaveral jusqu’à peut-être Pensacola.
- 1519 : L'Espagnol Hernán Cortés débarque en l'île de Cozumel face à la péninsule du Yucatán, puis près du port actuel de Veracruz, au Mexique. En 1524 et l'année suivante, il fait une expédition à Las Hibueras (actuel Honduras). De 1532 à 1539 il envoie quatre expéditions pour explorer la mer du Sud (Océan Pacifique). Ces expéditions parcourent la côte dès Tehuantepec en Oaxaca jusqu'à l'extrême nord du golfe de Californie. Elles découvrent plusieurs îles et surtout la péninsule de Basse-Californie.
- 1524 : Giovanni da Verrazzano missionné par le roi de France, arrive au cap Fear (actuelle Caroline du Nord). Il remonte la côte atlantique vers le nord et découvre le site de la future New York.

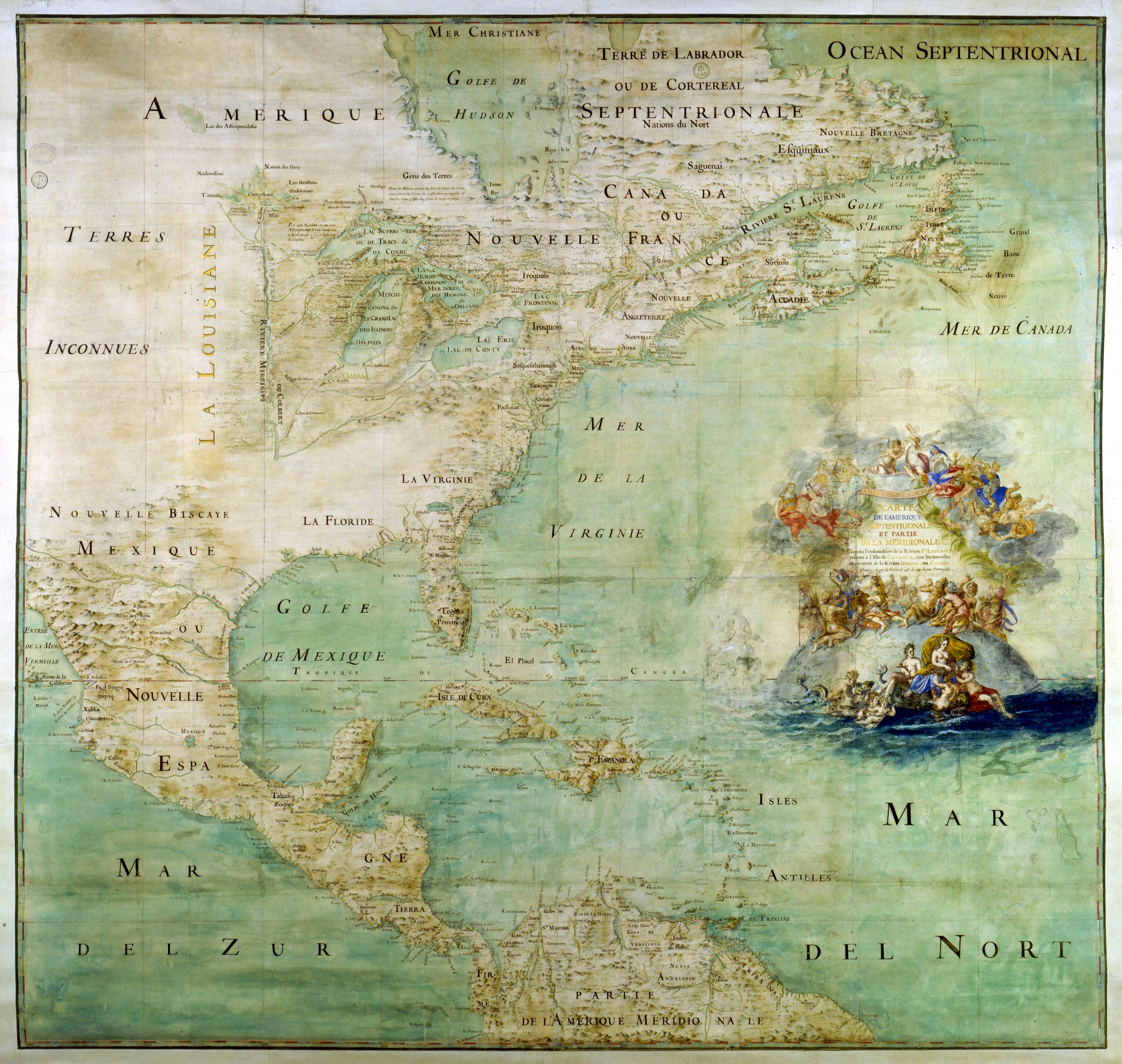
Carte de l'est de l'Amérique du Nord au XVIIIe siècle.

- 1528–1534 : Álvar Núñez Cabeza de Vaca passe six ans au Texas.
- 1534–1535 : Jacques Cartier explore l’embouchure du Saint-Laurent.
- 1539 : Exploration de l'actuel Arizona par Marcos de Niza.
- 1542 : Le Portugais João Rodrigues Cabrilho explore la côte californienne.
- 1673 : Les Français Louis Jolliet et Jacques Marquette commencent l’exploration du fleuve Mississippi.
- 1741 : Bering et Chirikov explorent l'Alaska.
- 1789 : Alexander Mackenzie découvre la rivière Makenzie et arrive dans l’océan Arctique.
- 1791 : Le capitaine espagnol José Maria Narvaez est le premier Européen à explorer le détroit de Georgia près de l'actuelle Vancouver.
- 1792 : Alexander Mackenzie traverse les montagnes Rocheuses en empruntant le cours du fleuve Fraser. Il atteint la côte ouest du Canada le 22 juillet. Il est le premier Européen à traverser le continent nord-américain.
- 1804-1806 : L'expédition Lewis et Clark traverse les États-Unis jusqu’à l'océan Pacifique, en remontant le Missouri.

### Colonisation européenne

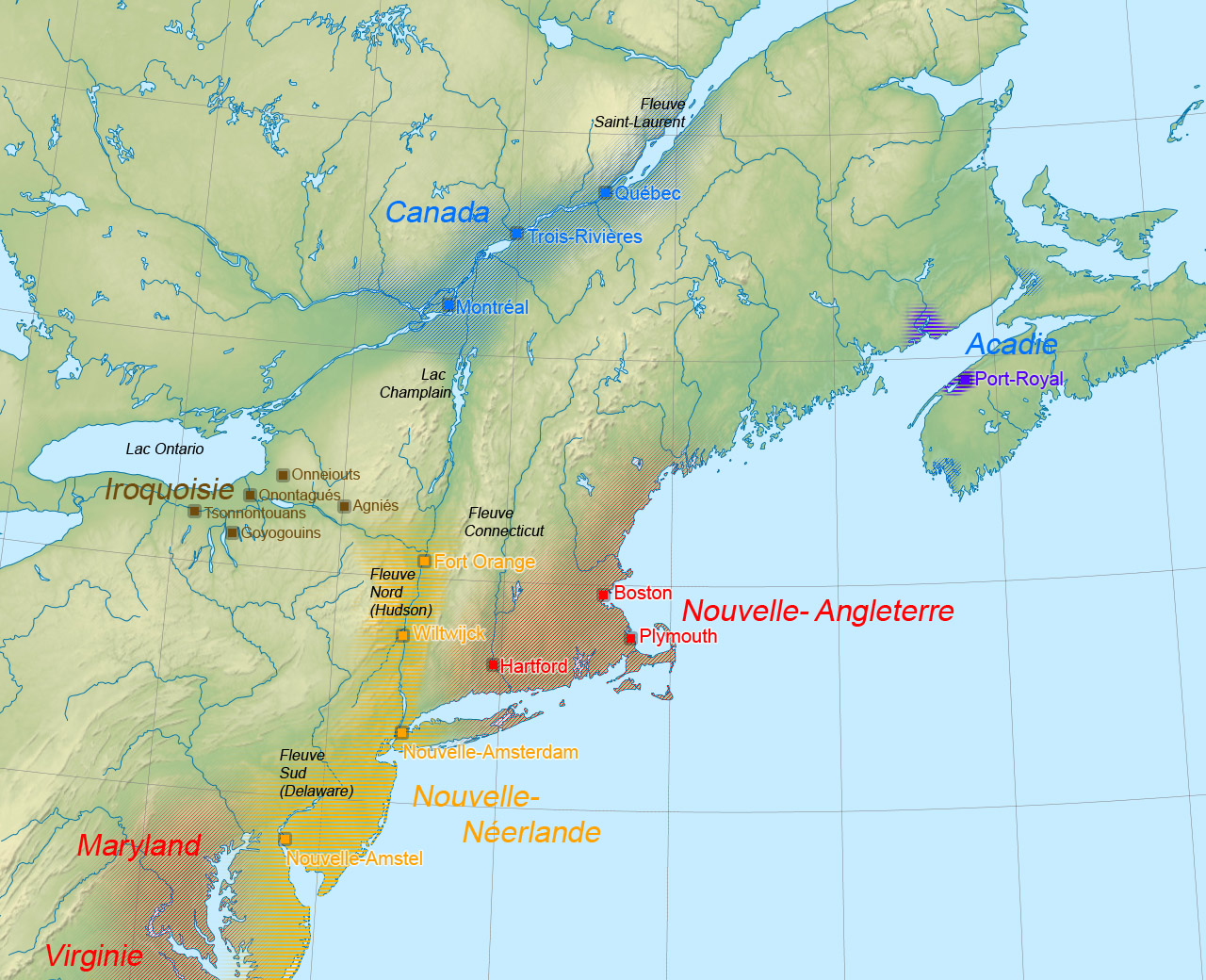
Colonies européennes dans le nord-est de l'Amérique du Nord en 1664.

Voir les articles : Colonisation européenne des Amériques, Colonisation britannique des Amériques, Colonisation espagnole de l'Amérique, Colonisation française des Amériques, Nouvelle-France, Nouvelle-Espagne, Nouvelle-Néerlande, Amérique du Nord britannique.
- 1519 : Première ville fondée par des Européens dans toute l'Amérique continentale : Veracruz  Mexique
- 1528 : fondation de San Cristóbal de Las Casas  Mexique
- 1531 : fondation d'Acapulco  Mexique
- 1531 : fondation de Puebla  Mexique
- 1531 : fondation de Querétaro  Mexique
- 1541 : fondation de Valladolid  Mexique
- 1542 : fondation de Guadalajara  Mexique
- 1559 : fondation de Pensacola en Floride  États-Unis
- 1565 : fondation de Saint Augustine.  États-Unis
- 1575 : fondation d'Aguascalientes  Mexique
- 1576 : fondation de León  Mexique
- 1583 : fondation de St. John's  Canada
- 1583 : fondation de Harbour Grace  Canada
- 1592 : fondation de San Luis Potosí  Mexique
- 1596 : fondation de Monterrey  Mexique
- 1600 : fondation de Tadoussac  Canada
- 1607 : fondation de Jamestown  États-Unis
- 1607 : fondation de Sante Fe  États-Unis
- 1608 : fondation de Québec  Canada
- 1610 : fondation de Cupids  Canada
- 1624 : fondation de New York  États-Unis
- 1630 : fondation de Boston  États-Unis
- 1634 : fondation de Trois-Rivières  Canada
- 1642 : fondation de Montréal  Canada
- 1642 : fondation de Sorel-Tracy  Canada
- 1673 : fondation de Kingston  Canada
- 1682 : fondation de Philadelphie  États-Unis
- 1696 : fondation de Rimouski  Canada
- 1701 : fondation de Détroit  États-Unis
- 1718 : fondation de La Nouvelle-Orléans  États-Unis
- 1718 : fondation de San Antonio  États-Unis
- 1728 : fondation de Nuuk  Groenland
- 1749 : fondation de Halifax  Canada
- 1749 : fondation de Windsor  Canada
- 1753 : fondation de Lunenburg  Canada
- 1759 : fondation de Truro  Canada
- 1764 : fondation de Charlottetown  Canada
- 1764 : fondation de Saint Louis  États-Unis
- 1770 : fondation de Chicago  États-Unis
- 1775 : fondation de Tucson  États-Unis
- 1776 : fondation de San Francisco  États-Unis
- 1779 : fondation de Nashville  États-Unis
- 1781 : fondation de Los Angeles  États-Unis
- 1783 : fondation de Saint Catharines  Canada
- 1784 : fondation de Cornwall  Canada
- 1786 : fondation de Knoxville  États-Unis
- 1788 : fondation de Cincinnati  États-Unis
- 1789 : fondation de Buffalo  États-Unis
- 1790 : fondation de Washington  États-Unis
- 1791 : fondation de Jacksonville  États-Unis
- 1793 : fondation de Toronto  Canada
- 1793 : fondation d'Ancaster  Canada
- 1793 : fondation de Sherbrooke  Canada
- 1795 : fondation d'Edmonton  Canada
- 1796 : fondation de Cleveland  États-Unis
- 1805 : fondation de Huntsville  États-Unis
- 1807 : fondation de Prince George  Canada
- 1812 : fondation de Kamloops  Canada
- 1812 : fondation de Barrie  Canada
- 1812 : fondation de Columbus  États-Unis
- 1815 : fondation de Hamilton  Canada
- 1816 : fondation de Cambridge  Canada
- 1819 : fondation de Peterborough  Canada
- 1819 : fondation de Memphis  États-Unis
- 1821 : fondation d'Indianapolis  États-Unis
- 1822 : fondation de Winnipeg  Canada
- 1823 : fondation de Tampa  États-Unis
- 1826 : fondation d'Ottawa  Canada
- 1826 : fondation de London  Canada
- 1827 : fondation de Guelph  Canada
- 1833 : fondation de Kitchener  Canada
- 1833 : fondation de Milwaukee  États-Unis
- 1835 : fondation d'Austin  États-Unis
- 1836 : fondation de Miami  États-Unis
- 1837 : fondation de Houston  États-Unis
- 1839 : fondation de Sacramento  États-Unis
- 1841 : fondation de Dallas  États-Unis
- 1843 : fondation d'Atlanta  États-Unis
- 1843 : fondation de Victoria  Canada
- 1847 : fondation de Brantford  Canada
- 1847 : fondation de Salt Lake City  États-Unis
- 1851 : fondation de Seattle  États-Unis
- 1853 : fondation de Brampton  Canada
- 1858 : fondation de Denver  États-Unis
- 1867 : fondation de Minneapolis  États-Unis
- 1868 : fondation de Phoenix  États-Unis
- 1875 : fondation d'Orlando  États-Unis
- 1875 : fondation de Calgary  Canada
- 1879 : fondation de Kelowna  Canada
- 1882 : fondation de Brandon  Canada
- 1882 : fondation de Red Deer  Canada
- 1882 : fondation de Regina  Canada
- 1883 : fondation de Saskatoon  Canada
- 1883 : fondation de Medicine Hat  Canada
- 1886 : fondation de Vancouver  Canada
- 1889 : fondation d'Oklahoma City  États-Unis
- 1889 : fondation de Tijuana  Mexique
- 1890 : fondation de Lethbridge  Canada
- 1898 : fondation de Whitehorse  Canada
- 1905 : fondation de Las Vegas  États-Unis

## Géographie

### Limite méridionale
Dans le cas d'un découpage de l'Amérique en 2 continents, la limite historique avec l'Amérique du Sud est le canal de Panama, mais il est plus généralement admis aujourd'hui que ce soit le bouchon du Darién, zone située de part et d'autre de la frontière entre le Panama et la Colombie.
Si l'Amérique est considérée comme constituée de 3 sous-continents, l'Amérique du Nord est séparée de l'Amérique centrale par l'isthme de Tehuantepec.

### Relief

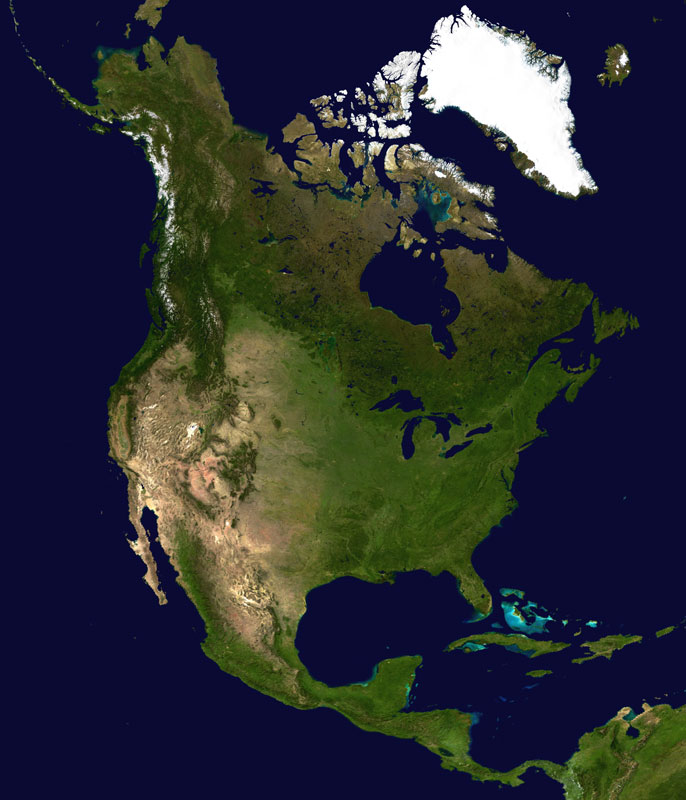
Image satellite de l'Amérique du Nord.

Carte de l'Amérique du Nord.

La disposition du relief nord-américain est longitudinale : la région se décompose en ensembles différenciés qui se succèdent d’est en ouest. La partie orientale est dominée par des plaines littorales étroites au nord (Canada et Nouvelle-Angleterre) et plus larges au sud (Floride). Derrière ces espaces plats se trouvent des chaînes de montagnes peu élevées, de formation ancienne et érodées : les Appalaches ne dépassent guère les 2 000 mètres d'altitude. Le plateau des Laurentides constitue l’essentiel de la presqu'île du Labrador. En allant vers l'ouest, on rencontre des espaces relativement plats et peu élevés, parsemés de lacs (lac de l'Ours, grand lac des Esclaves, lac Winnipeg et les Grands Lacs). Plus au sud, la vallée du Mississippi représente l'épine dorsale du centre de l'Amérique du Nord. Ensuite, la région des Grandes Plaines puis le piémont des Rocheuses se succèdent à des altitudes de plus en plus hautes. L'ouest de l'Amérique du Nord est une succession de chaînes plus ou moins parallèles qui constituent un obstacle à la circulation. Cet ensemble montagneux, plus large aux États-Unis qu’au Canada, est entrecoupé de hauts plateaux et de fossés d’effondrement. Les derniers espaces avant l'océan Pacifique se caractérisent par une grande activité volcanique et sismique : il s'agit d'une portion importante de la ceinture de feu du Pacifique.

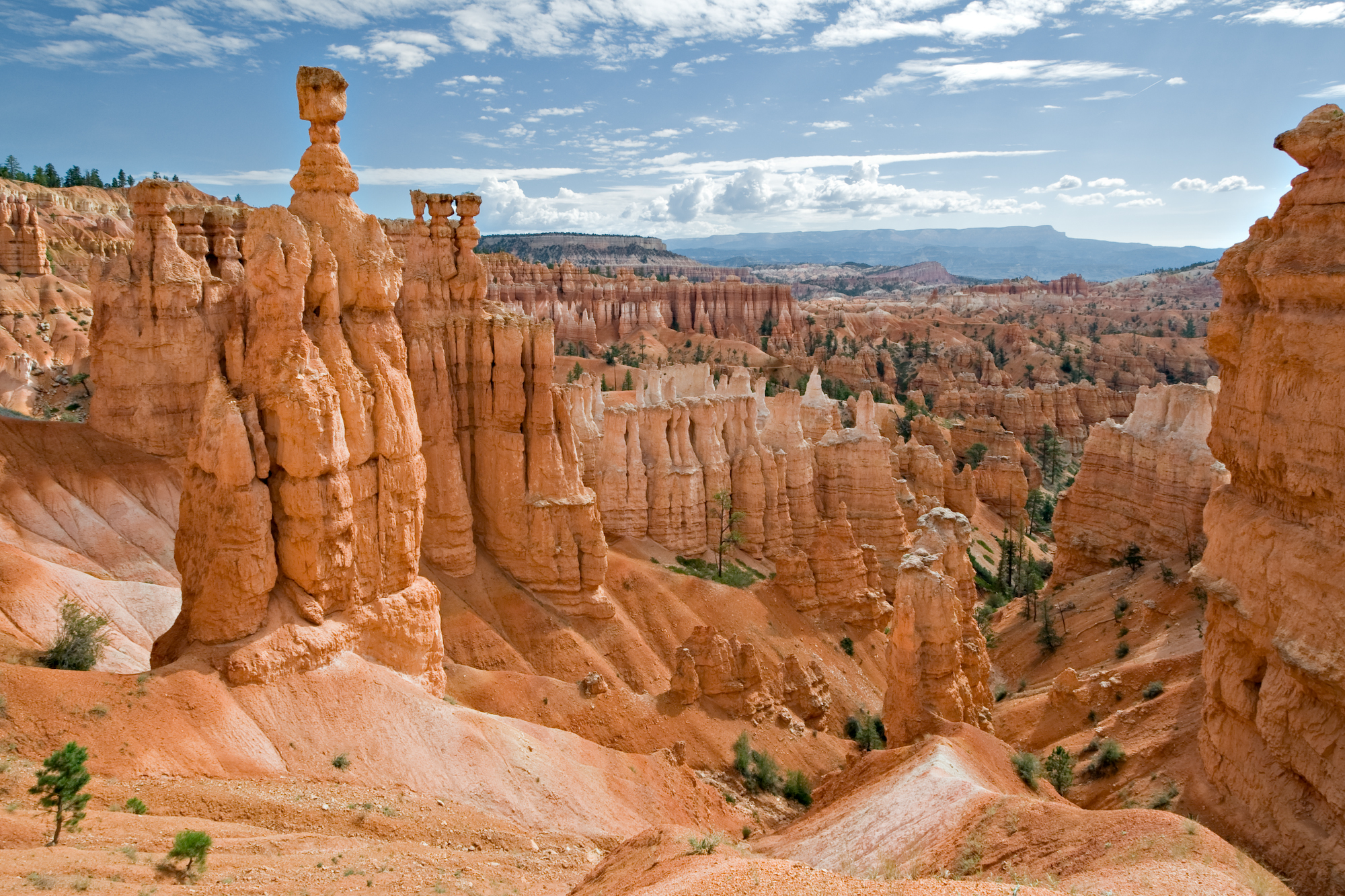
Parc national de Bryce Canyon (États-Unis)
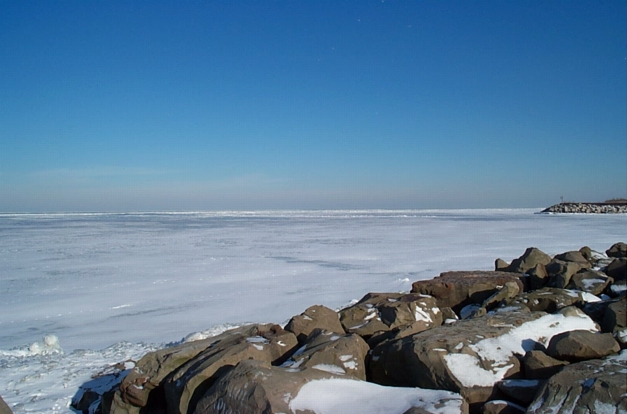
Les Grands Lacs : le lac Érié, en hiver
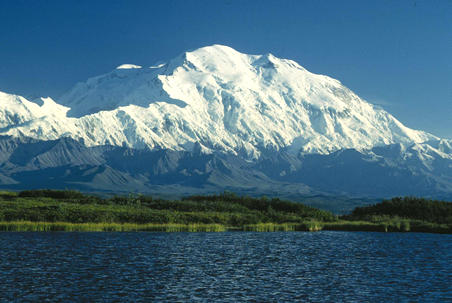
Le mont McKinley, point culminant de l'Amérique du Nord (États-Unis)
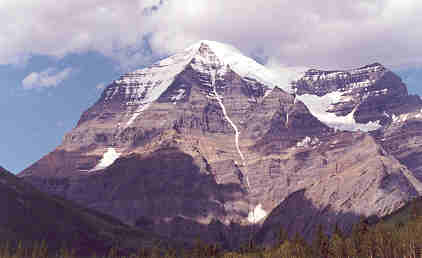
Les montagnes Rocheuses (Canada/États-Unis)
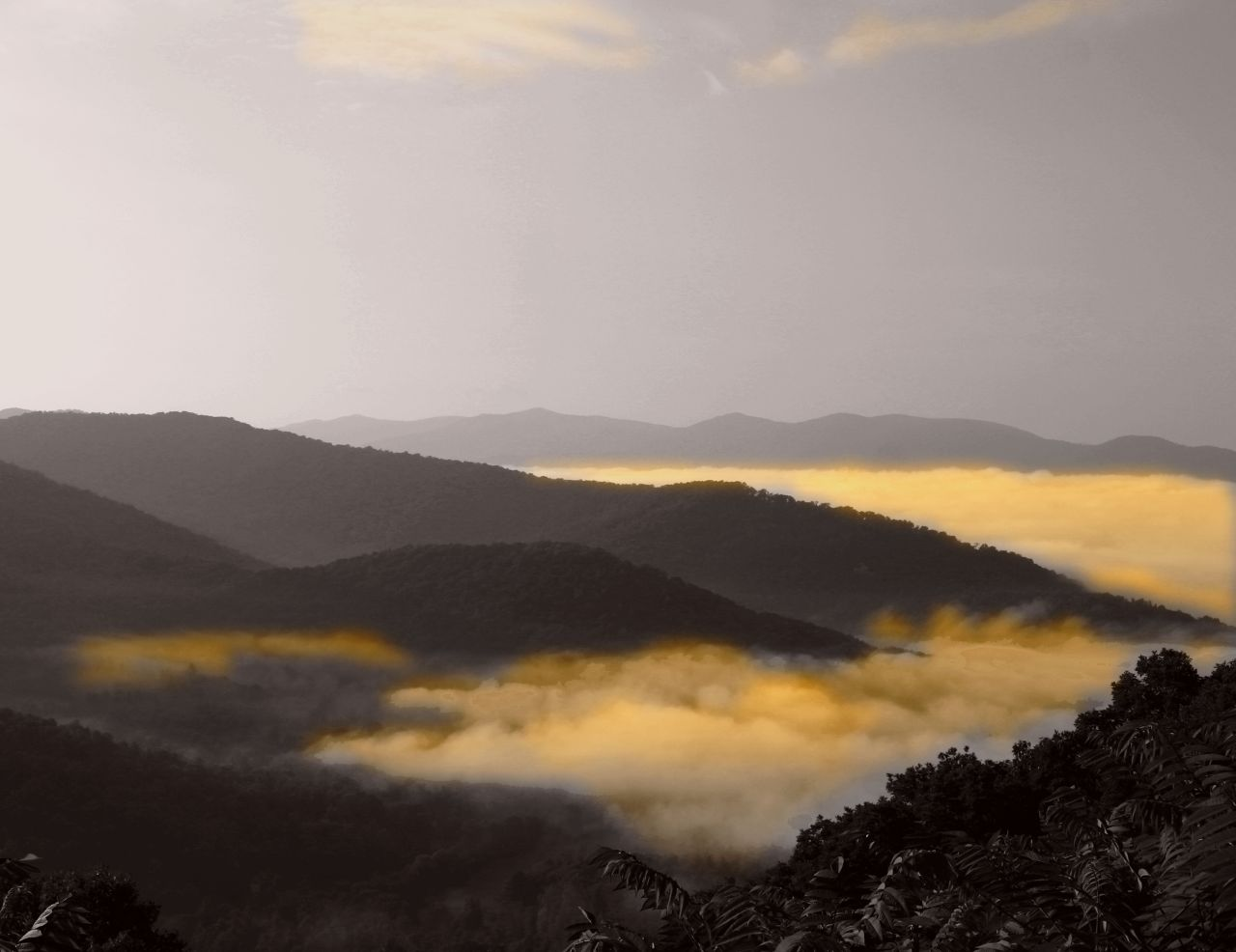
Les Appalaches (Canada/États-Unis)
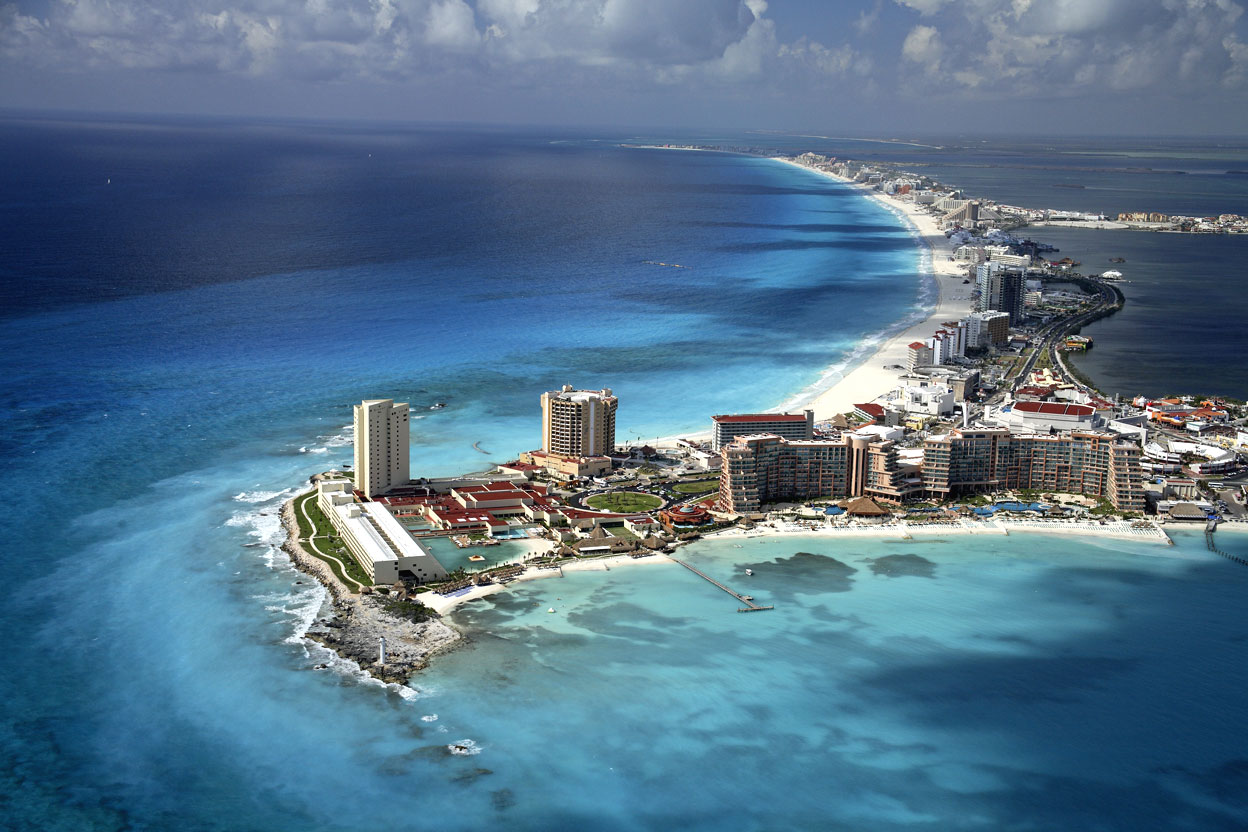
Cancún au Mexique

### Records
- Point culminant : mont McKinley (6 190 mètres), en Alaska.
- La température la plus élevée a été enregistrée dans la Vallée de la Mort : le 10 juillet 1913, un record de 56,7 °C a été mesuré à Badwater.
- Le plus grand lac est le lac Supérieur (83 000 km2).
- Le point le plus bas est dans la Vallée de la Mort (−87 m), en Californie.
- Les plus hautes dunes se trouvent dans le Colorado (Parc national et réserve des Great Sand Dunes).

## Faune
Selon une étude publiée en septembre 2019 par des chercheurs de l’université Cornell (New York), l’American Bird Conservancy et le Centre de recherches national de la faune du Canada, le nombre d’oiseaux en Amérique du Nord a diminué de 2,9 milliards depuis les années 1970. L'étude montre que, outre les espèces en voie de disparition, les oiseaux communs considérés comme abondants subissent également une « disparition massive ». Les causes seraient la disparition de leur habitat ainsi que l’utilisation massive de pesticides.

### Mammifères
- Marsupiaux :
  - Opossum de Virginie (Didelphis virginiana), marsupial : à l’est des Rocheuses, de l’Ontario au Costa Rica
- Eulipotyphles :
  - Taupe à nez étoilé (Condylura cristata), famille des taupes : à l’est des États-Unis et du Canada
- Chiroptères :
  - Rhinodolphe américain de Waterhouse (Macrotus waterhousii), famille des Phyllostomidés
  - Vespertilion à moustaches (Myotis mystacinus), famille des Vespertilionidés
  - Petit Vespertilion (Myotis lucifugus), famille des Vespertilionidés
  - Sérotine des maisons (Eptesicus fuscus), famille des Vespertilionidés : sud du Canada, États-Unis (sauf Texas et Floride du sud), Mexique
  - Chauve-souris argentée (Lasionycteris noctivagans), famille des Vespertilionidés : du sud-est de l’Alaska au sud du Canada. Absente du sud-ouest des États-Unis.
  - Chauve-souris cendrée (Lasiurus cinereus), famille des Vespertilionidés : du Canada à l’Argentine en passant par les États-Unis.
  - Molosse brésilien (Tadarida brasiliensis), famille des Molossidés : sud des États-Unis, de l’Oregon à l’Alabama, jusqu’en Amérique centrale.
- Xenarthres :
  - Tatou à neuf bandes (Dasypus novemcinctus), famille des tatous : sud des États-Unis, Mexique.

- Carnivores :

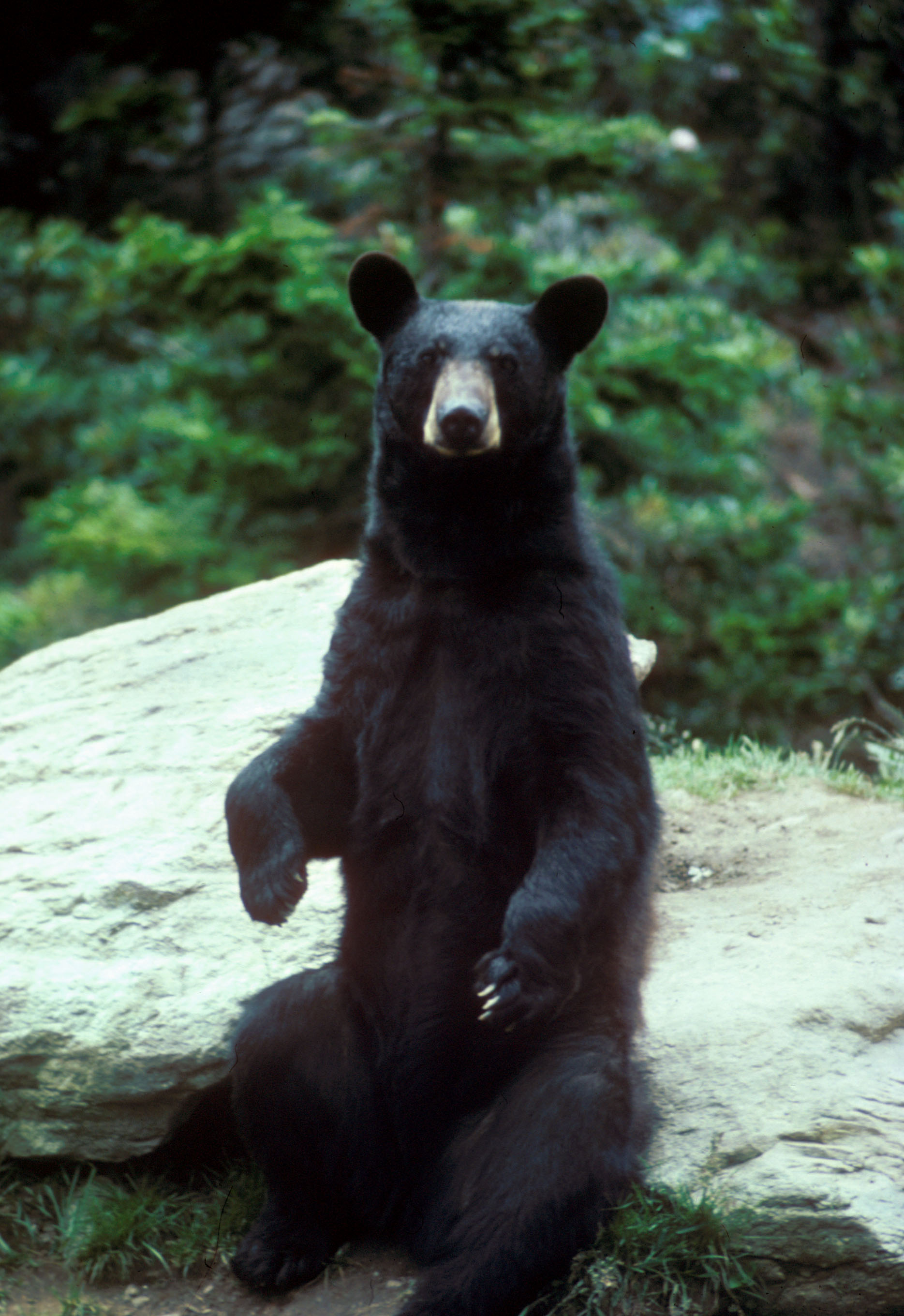
Ours noir d’Amérique.

  - Carcajou ou Glouton (Gulo gulo) famille des mustélidés, nord du Canada.
  - Hermine (Mustela erminea), famille des mustélidés: Canada, nord des États-Unis, jusqu'au 37e parallèle.
  - Vison d’Amérique (Mustela vison), famille des mustélidés: Alaska, Canada, États-Unis (sauf dans les déserts).
  - Blaireau américain (Taxidea taxus), famille des mustélidés : Sud-ouest du Canada, ouest des États-Unis, Basse-Californie
  - Mouffette rayée (Mephitis mephitis) : Canada (sud de la baie d’Hudson), États-Unis et nord du Mexique.
  - Raton laveur (Procyon lotor), famille des procyonidés: Sud de Canada, États-Unis (sauf quelques régions des Rocheuses), Mexique.
  - Loutre de mer (Enhydra lutris) : sud de l’Alaska, côte Pacifique
    - sous-espèce californienne en voie de disparition : Enhydra lutris nereis

  - Coati à queue annelée ou Coati sud-américain (Nasua nasua), famille des ratons, Arizona, Nouveau-Mexique, Mexique
  - Ours brun (Ursus arctos) : ouest de l’Amérique du Nord
    - Ours kodiak en Alaska

  - Ours noir Américain (Ursus americanus) : Alaska, Canada, États-Unis jusqu’en Floride, Mexique.
  - Ours blanc : régions arctiques du Canada et de l’Alaska
  - Coyote (Canis latrans), famille des canidés : de l’Alaska au Costa Rica, Canada, ouest des États-Unis
  - Renard roux (Vulpes vulpes), famille des canidés : zone holarctique de l’Amérique du Nord
  - Lynx roux (Lynx rufus), famille des félins : Sud du Canada, États-Unis (sauf le centre), nord du Mexique

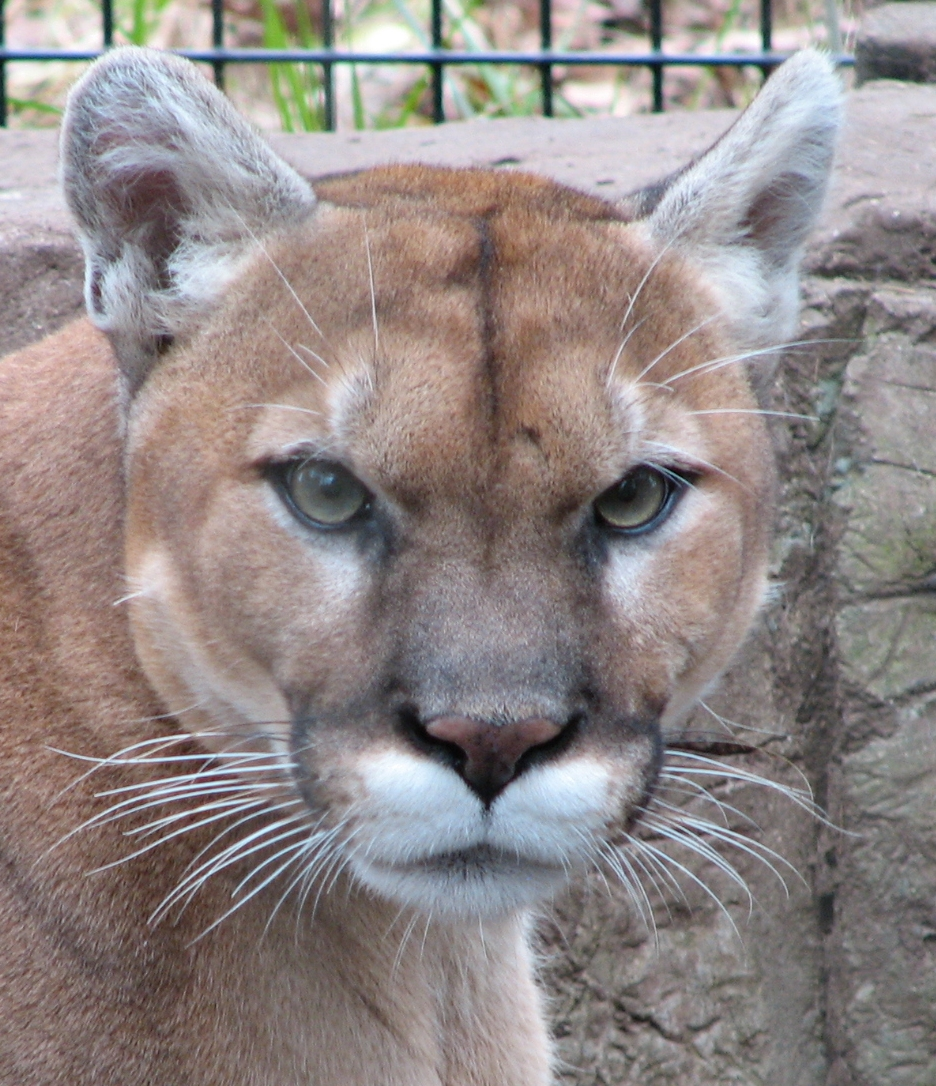
Puma.

- - Puma, Cougar ou lion des montagnes (Puma concolor), famille des félins : ouest de l’Amérique du Nord, du Canada à l’Argentine
  - Otarie à fourrure des îles Pribilof (Callorhinus ursinus) : eaux froides de l’Amérique du Nord
  - Lion de mer de Steller (Eumetopias jubatus) : nord de l’Océan Pacifique
  - Phoque veau marin (Phoca vitulina) : Alaska, Canada, est des États-Unis
- Cétacés :
  - Grand dauphin (tursiops truncatus), le long des côtes, jusqu'au golfe du Mexique
  - Rorqual commun (Balaenoptera physalus), au nord du 80e parallèle nord
  - Mégaptères ou baleines à bosses (Megaptera novaeangliae)
  - Béluga (Delphinapterus leucas), famille des monodontidae : régions arctiques de l’Amérique du Nord
  - Marsouin commun (Phocoena phocoena), famille des marsouins : au sud du 70e parallèle
- Rongeurs :
  - Écureuil gris (Sciurus carolinensis) : à l'est du Canada, est des États-Unis

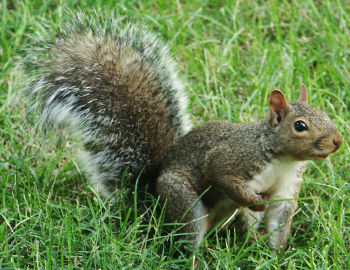
Écureuil gris.

- - Chien de prairie (Cynomys ludovicianus), famille des écureuils : prairies de l’ouest des États-Unis
  - Petit polatouche (Glaucomys volans), famille des écureuils : centre et est des États-Unis, Mexique
  - Castor américain
  - Souris à pattes blanches (Peromyscus maniculatus), famille des hamsters : de l’Alaska au Mexique, sauf dans le sud-est des États-Unis
  - Rat musqué (Ondatra zibethicus), famille des campagnols : Amérique du Nord, jusqu’au golfe du Mexique
  - Ourson coquau ou porc-épic d'Amérique (Erethizon dorsatum) : Canada, nord-est des États-Unis
- Lagomorphes :
  - Pika d’Amérique du Nord (Ochotona princeps), famille des pikas : ouest de l’Amérique du Nord, de la Colombie-Britannique à la Californie et au Nouveau-Mexique
  - Lapin à queue blanche (Sylvilagus floridanus) : est des États-Unis (sauf Nouvelle-Angleterre)
- Lamantins :
  - Lamantin d’Amérique centrale (Trichechus manatus)
- Dugong (Dugong dugon) : sud-est des États-Unis
- Ongulés artiodactyles :
  - Pécari à collier (Pecari tajacu) : Arizona, Nouveau-Mexique, Texas, Mexique
  - Cerf de Virginie ou Cerf à queue blanche (Odocoileus virginianus), communément appelé « chevreuil » : du sud du Canada jusqu’en Argentine
  - Orignal ou Élan d'Amérique (Alces americanus) : Alaska, Canada
  - Caribou (Rangifer tarandus) : Alaska et Canada
  - Pronghorn ou antilope à cornes fourchues (Antilocapra americana) : de l’Alberta à l’ouest des États-Unis
  - Chèvre des Rocheuses (Oreamnos americanus) : Sud-ouest de l’Alaska et du Canada, ouest des États-Unis
  - Mouflon canadien (Ovis canadensis) : du sud du Canada au nord du Mexique
  - Bœuf musqué : Canada
  - Bison d’Amérique (Bison bison)

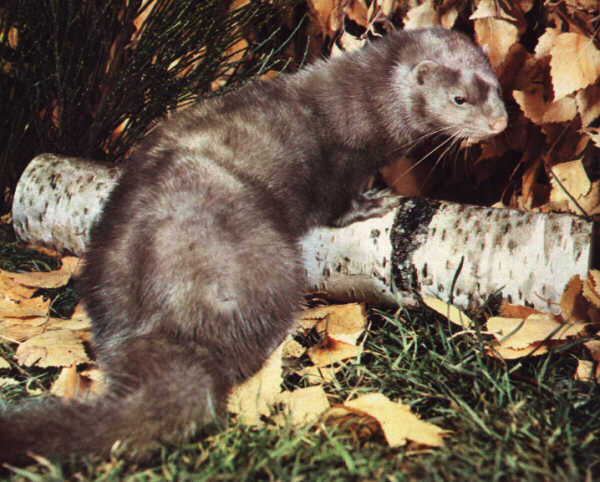
Vison américain.
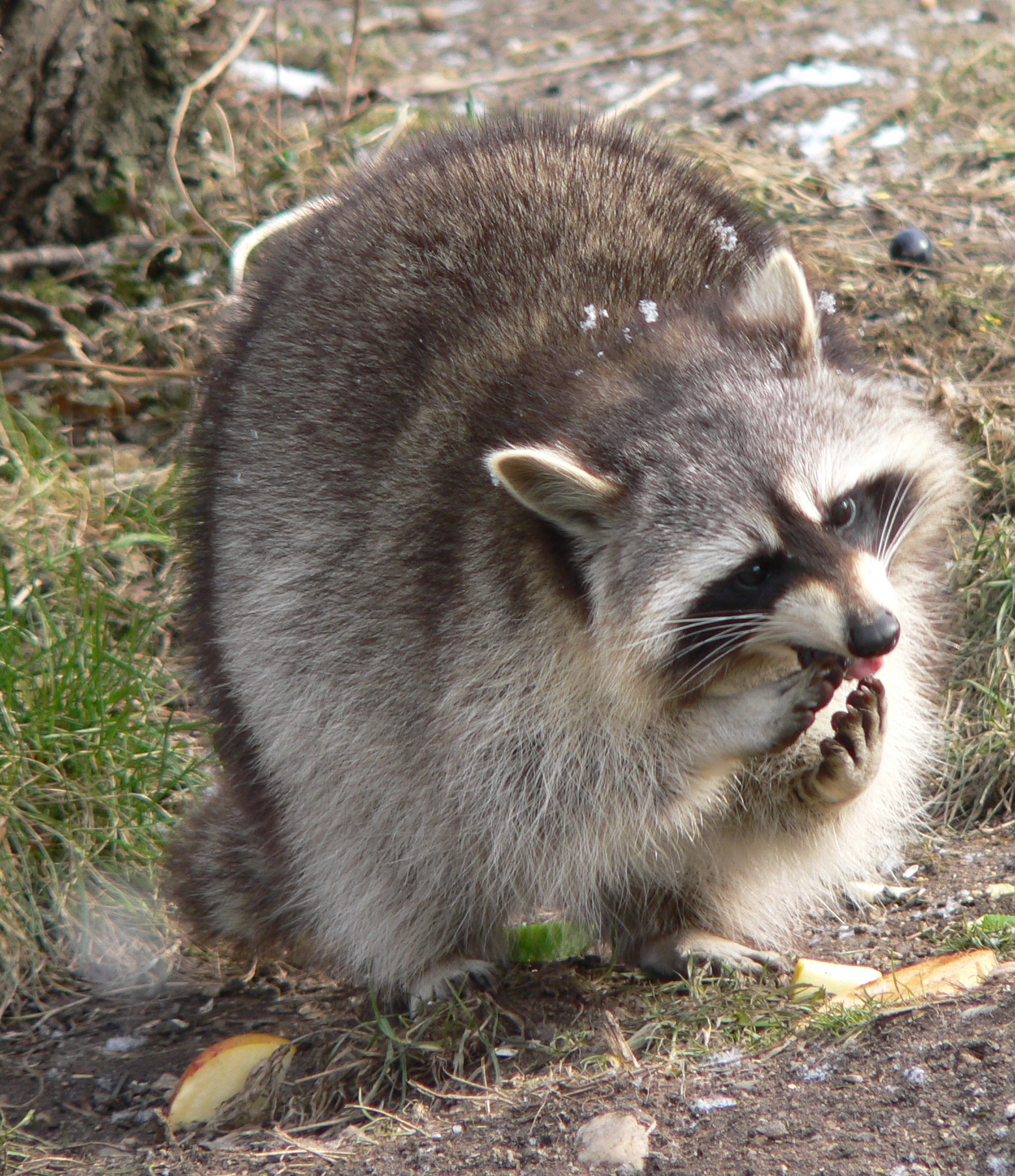
Raton laveur.
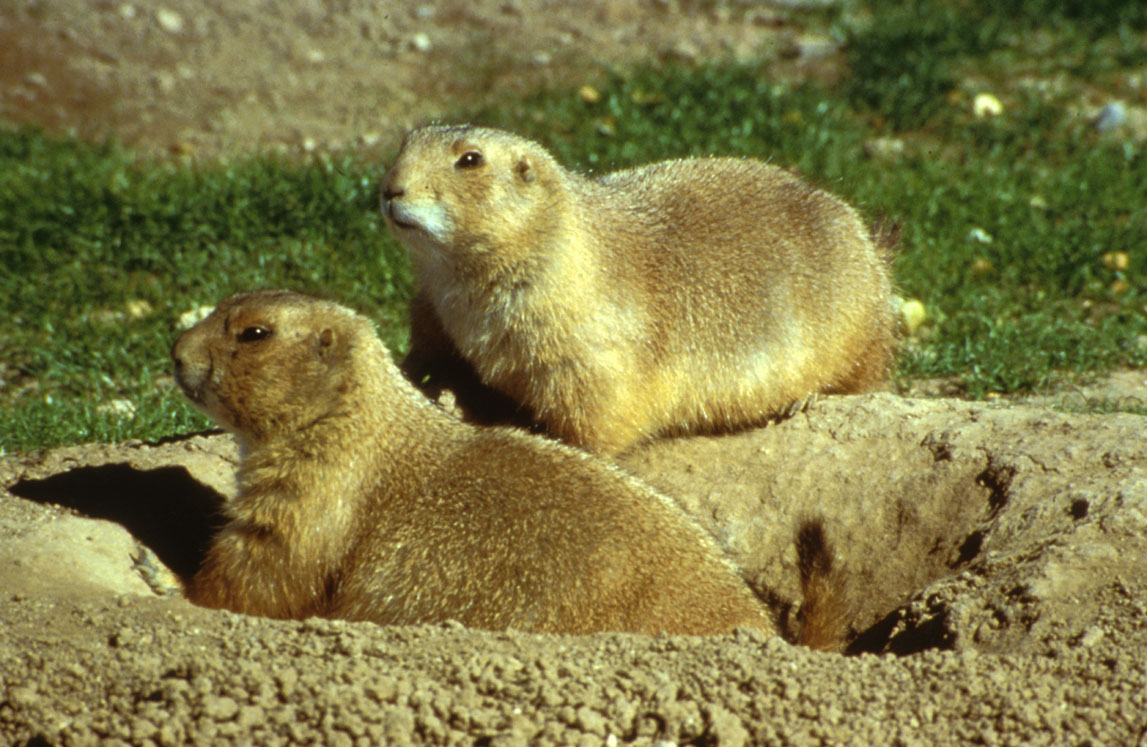
Chien de prairie.
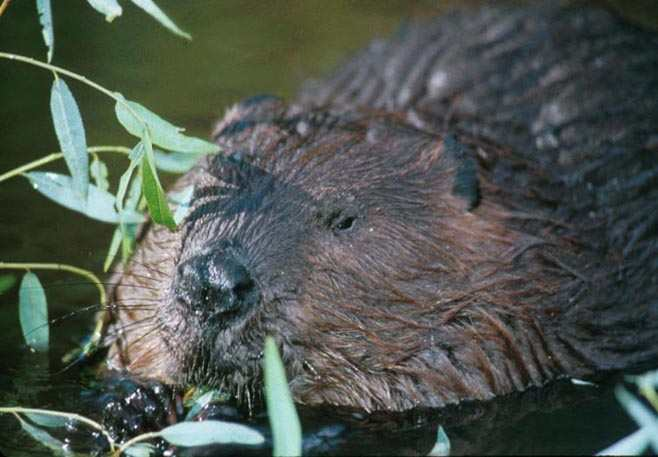
Castor.
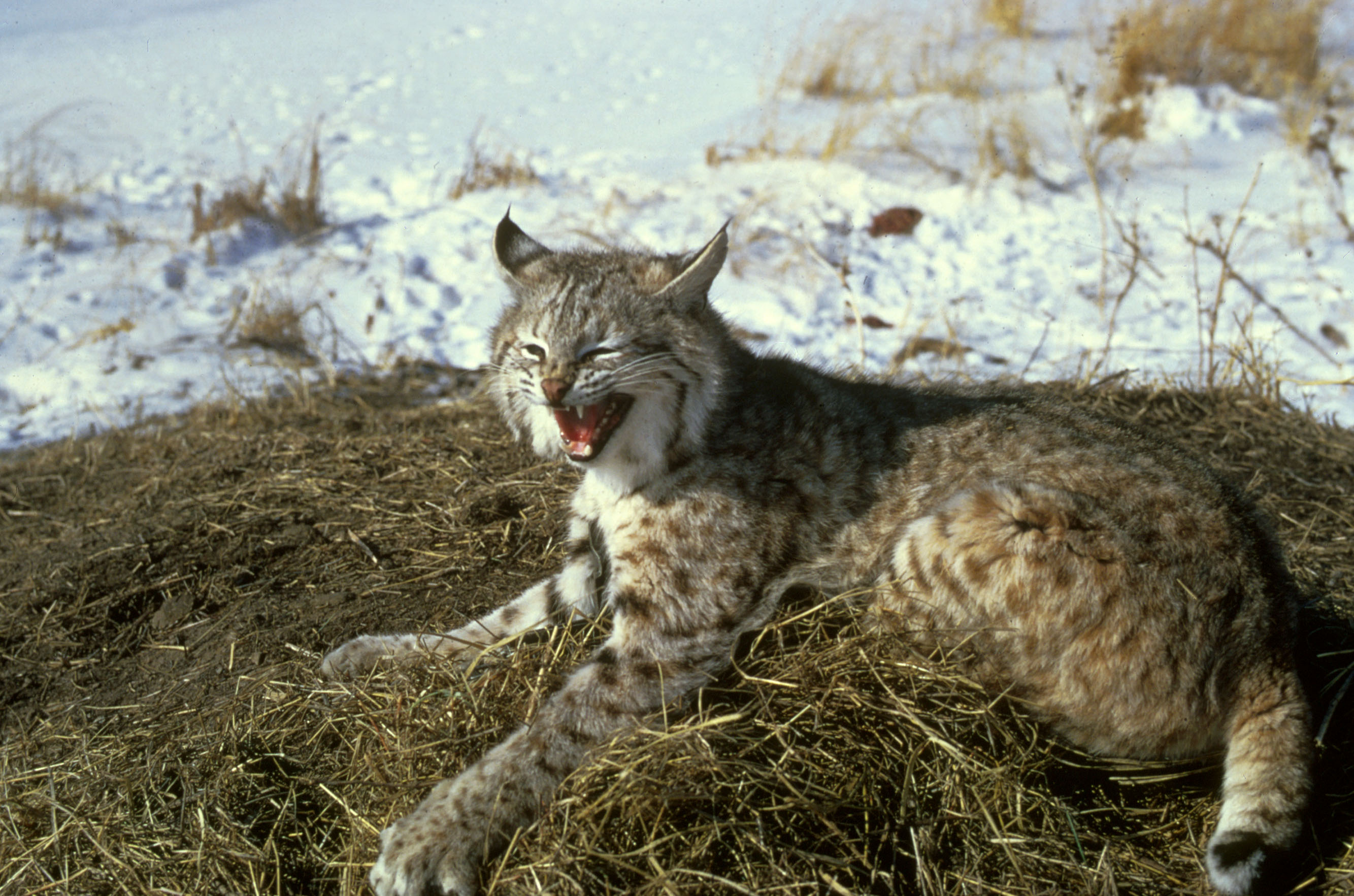
Lynx roux (Lynx rufus).
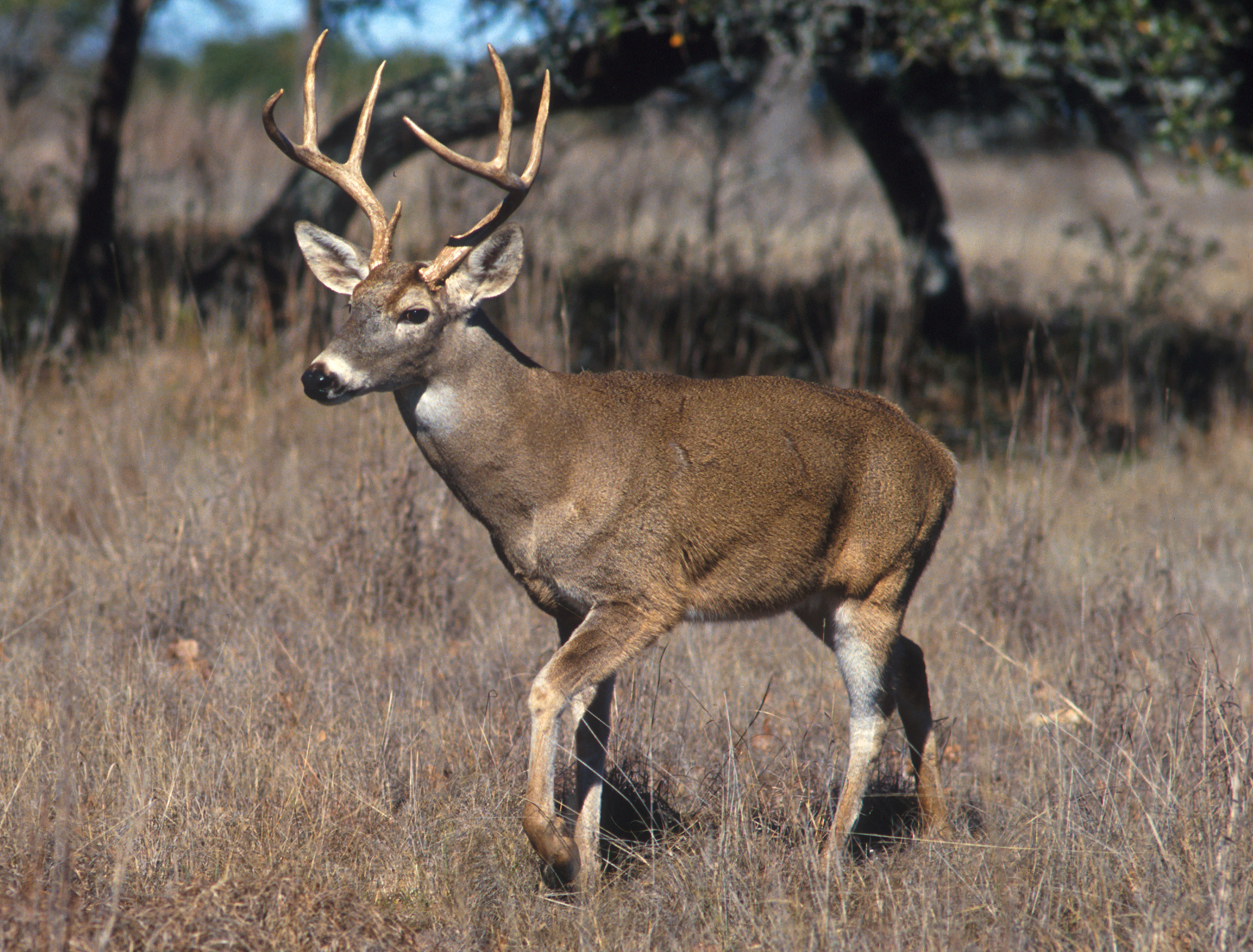
Cerf de Virginie.
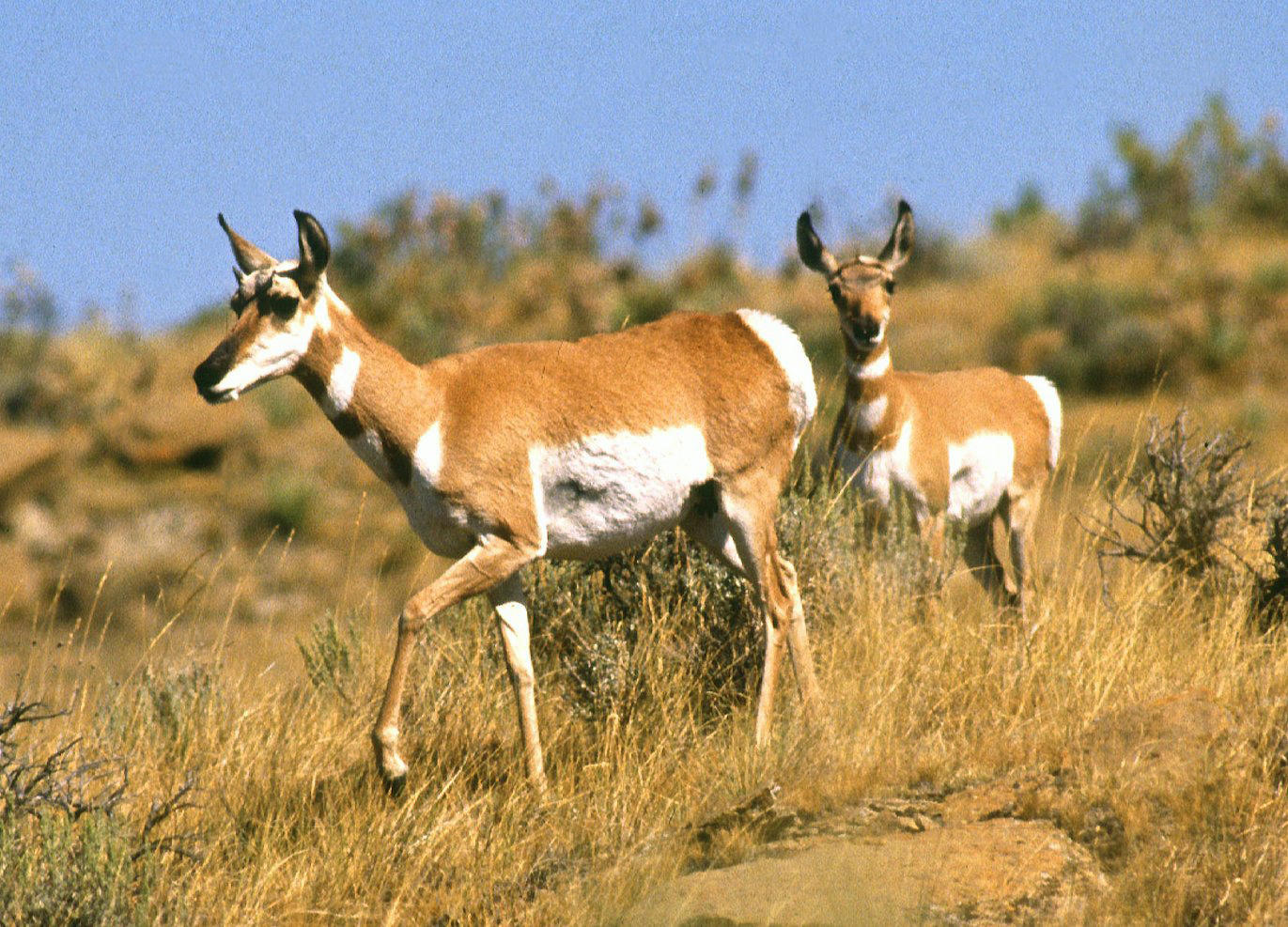
Pronghorn.

## Forêts
L’Amérique du Nord a perdu 15 % de ses forêts intactes (paysage « naturel » considéré comme à la fois non artificiellement morcelé et non dégradé) entre 2000 et 2013.